# Microsoft朗讀程式
Microsoft朗讀程式是一個微軟所開發，內建於Microsoft Windows作業系統中功能簡便的螢幕閱讀器。這屬於協助工具的一部份，並能夠幫助有視覺障礙的使用者方便使用電腦。它可以朗讀某些基本應用程式的對話框、視窗等。
雖然微軟仍然建議有視覺障礙的使用者另外購買功能較完整的螢幕閱讀器，但是Microsoft朗讀程式仍然是視障使用者在購得完整版的閱讀器之前重要的工具。因為它只需要電腦擁有音效卡以及揚聲器或耳機就能夠使用，且內建於作業系統中。Windows 2000是第一個提供部分給視障使用者協助工具的作業系統，讓他們能夠較輕鬆的使用電腦。
Microsoft朗讀程式能夠協助一個視障使用者取得並購買一個具有較完整功能的螢幕閱讀器，直到其以安裝完成並能夠正確運行。另外，就因為Microsoft朗讀程式不需要太多的硬體需求，所以也可以成為使用者主要使用的螢幕閱讀器無法使用時候的替代品（如：正在進行硬體驅動程式更新）。
Windows 2000的朗讀程式使用的是SAPI 4技術，並允許使用者使用所有支援SAPI 4的聲音。Windows XP的朗讀程式使用的是較新的SAPI 5，但是它卻只允許使用者使用預設聲音「Microsoft Sam」，就算安裝了其它的聲音也是如此。Windows Vista的朗讀程式則是使用SAPI 5.3，並提供「Microsoft Anna」聲音給英語使用者以及「Microsoft Lili」聲音給中文使用者。

## 外部連結
- 官方网站